# Voyria rosea
Voyria rosea är en gentianaväxtart som beskrevs av Jean Baptiste Christophe Fusée Aublet. Voyria rosea ingår i släktet Voyria och familjen gentianaväxter. Inga underarter finns listade i Catalogue of Life.